# Renedy Singh
Renedy Singh (Imphal, 20 giugno 1979) è un ex calciatore e allenatore di calcio indiano, di ruolo centrocampista. Vice allenatore del Bengaluru.

## Carriera

### Club
Ha giocato nella prima divisione indiana.

### Nazionale
Ha esordito con la nazionale indiana nel 1998; ha fatto parte della formazione che ha vinto la Coppa Nehru nel 2007 ed ha partecipato alla Coppa d'Asia 2011, segnando anche una doppietta contro il Bahrain.

## Palmarès

### Club

#### Competizioni nazionali
- Coppa della federazione indiana: 2

Mohun Bagan: 2001
East Bengal: 2008
- National Football League (India): 1

Mohun Bagan: 2001-2002
- I-League 2nd Division: 1

Shillong Lajong: 2011

### Nazionale
- Coppa della federazione calcistica dell'Asia meridionale: 4

1999, 2005, 2009, 2011